# 山梨県道601号増富若神子線
山梨県道601号増富若神子線（やまなしけんどう601ごう ますとみわかみこせん）は、山梨県北杜市の須玉町江草から須玉町若神子まで至る一般県道である。増富ラジウムラインの一部になっている。

## 概要
孫女橋を起点にして、塩川沿いの山あいを川に沿って進む。川から徐々に離れ、北杜市立須玉中学校を過ぎ道を折れると須玉川へと向かう。新橋で川を渡ると、西川橋に至る。

### 路線データ
- 起点：山梨県北杜市須玉町江草（山梨県道23号韮崎増富線交点）
- 終点：山梨県北杜市須玉町若神子（若神子上交差点＝山梨県道28号北杜八ヶ岳公園線起点、山梨県道619号箕輪須玉線終点、山梨県道621号須玉中田線起点）
- 延長：約4km

## 通過する自治体
- 山梨県北杜市

## 交差・接続する道路
- 山梨県道23号韮崎増富線（北杜市須玉町江草）
- 山梨県道604号小倉百観音線（北杜市須玉町大蔵）
- 山梨県道28号北杜八ヶ岳公園線（北杜市須玉町若神子・若神子上交差点）
- 山梨県道619号箕輪須玉線（同上）
- 山梨県道621号須玉中田線（同上）

## 周辺
- 多麻郵便局
- 北杜市営多麻団地
- 北杜市立須玉中学校
- 北杜市立須玉小学校
- 北杜市役所 須玉総合支所